# 路孚特
路孚特（英語：Refinitiv），前身為湯森路透金融與風險事業部，為全球金融市場數據提供商。路孚特作为新公司剥离后，黑石集團為主要大股東持有55%股權，而湯森路透則持有45%股權。其後倫敦證券交易所以270億美元买断股权，成為其旗下完全控股公司。而公司總營業額達至60億美元，在190個國家則超過40000人僱員。

## 历史
2018年，湯森路透以200億美元，把轄下金融與風險事業部，出售55%股權予給私募企業黑石集團，於10月1日完成交易，而這項業務則併入路孚特。
2019年7月31日倫敦證券交易所集團以换股方式斥資270億美元（包括債務）收購路孚特，交易完成后路孚特的現有投資者將持有合併后新公司約37%的股權，並擁有不到30%的投票權，當中湯森路透將持有15%股權，截至12月末，路孚特負債122億美元，倫敦證交所將承擔這些債務。8月，倫敦證券交易所集團同意以全股交易的方式收購路孚特，估值為270億美元。9月，香港交易所以放棄收購路孚特為主要條件，提出收購倫敦證券交易所集團，惟倫敦證券交易所否決這項收購。

## 運作
完成交易後，汤森路透則把金融風險管理產品報表轉移至路孚特，包括監管知識產權、風險應變處理和資料私隱顧問服務。
公司首席執行官 David Craig （大衛克雷格），在2007年，委任為湯森路透集團策略董事，出生於英國的克雷格曾在麥肯錫，為美國總部全球管理顧問角色。
而路孚特涉及130多個不同範疇，包括金融產品、反洗黑錢等，同持也涉及併購項目，至於辦公處地點則有190多個國家地區，包括位於台北市，則由路孚特和政大金融科技國際產學聯盟聯合成立「REFINITIV金融大數據實驗室」。

## 連結
- refinitiv.com （页面存档备份，存于）